# Saalehänge bei Goseck
Die Saalehänge bei Goseck sind ein FFH-Gebiet in den Städten Naumburg (Saale) und Weißenfels und den Gemeinden Goseck und Schönburg im Burgenlandkreis in Sachsen-Anhalt.

## Allgemeines
Das FFH-Gebiet ist circa 243 Hektar groß (beim Bundesamt für Naturschutz ist die Größe mit 237 Hektar angegeben). Es überlagert sich mit den Landschaftsschutzgebieten „Saaletal“ und „Saale“ und umfasst die Naturdenkmale „Siedichgrund“, „Rabeninsel“ und „Vierberge mit Mehlteich“.
Teilflächen des FFH-Gebietes sind als Naturschutzgebiet „Saaleaue bei Goseck“ ausgewiesen. Das FFH-Gebiet ist durch die Landesverordnung zur Unterschutzstellung der Natura 2000-Gebiete im Land Sachsen-Anhalt (N2000-LVO LSA) seit dem 21. Dezember 2018 rechtlich gesichert. Zuständige untere Naturschutzbehörde ist der Burgenlandkreis.

## Beschreibung
Das aus fünf Teilflächen bestehende FFH-Gebiet liegt südwestlich von Leipzig in etwa zwischen Weißenfels und Naumburg (Saale) im Naturpark Saale-Unstrut-Triasland. Es umfasst überwiegend bewaldete Flächen an zum Saaletal abfallenden Hängen und darin eingebettete Grünländer sowie zwei Auwaldbereiche in der Saaleaue.
Die Wälder auf den Hängen sind überwiegend als Eichen-Hainbuchenwälder mit Stieleiche, Traubeneiche und Hainbuche ausgebildet. Dazu gesellen sich Feldahorn, Winterlinde und Gemeine Esche. In der Krautschicht siedeln unter anderem Dunkles Lungenkraut, Haselwurz, Goldnessel, Türkenbundlilie, Raues Veilchen, Pfirsichblättrige Glockenblume, Echte Nelkenwurz, Waldknäuelgras und Vielblütige Weißwurz. Teilweise sind auch Buchenwälder in der Ausprägung Waldmeister-Buchenwald ausgebildet, die von der Rotbuche dominiert werden. In der Krautschicht siedeln Christophskraut, Waldbingelkraut, Gewöhnlicher Dornfarn, Waldsegge und Rasenschmiele. Die Auwälder auf der Rabeninsel in der Saaleaue sind als Hartholzauwälder ausgebildet. Bestandsbildende Baumart ist die Gemeine Esche. Dazu gesellen sich vereinzelt Stieleiche und Rotbuche als Überhälter sowie Berg-, Flatter- und Feldulme. In der Strauchschicht stocken Gewöhnliche Traubenkirsche, Roter Hartriegel und Schwarzer Holunder, die Krautschicht wird von Duftveilchen, Hohlen Lerchensport, Aronstab, Buschwindröschen, Gelbem Windröschen, Riesenschwingel, Waldziest, Gefleckter Taubnessel, Waldzwenke und Echter Nelkenwurz gebildet.
Die Offenlandbereiche werden von artenreichen Flachland-Mähwiesen unter anderem mit Wiesenglockenblume, Wilder Möhre, Wiesenstorchschnabel, Wiesenplatterbse und Margerite eingenommen.
Die Wälder beherbergen Vorkommen von Hirschkäfer und Kammmolch und sind Lebensraum verschiedener Fledermausarten.